# Deserto della Lechuguilla

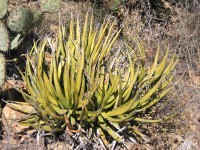
L'Agave lechuguilla, la pianta che dà il nome al deserto

Il deserto della Lechuguilla è un piccolo deserto situato nella parte sudoccidentale dell'Arizona, vicino al confine tra Stati Uniti e Messico. 
Il suo nome deriva dall'Agave lechuguilla (che significa piccola lattuga), pianta che si trova solamente anche nel deserto di Chihuahua.

## Caratteristiche
Il piccolo deserto della Lechuguilla viene considerato come facente parte della Lower Colorado Valley nel deserto di Sonora. Si estende in direzione nord-sud tra le Gila Mountains e le Cabeza Prieta Mountains, ed è posizionato quasi interamente all'interno della base aeronautica Barry M. Goldwater Air Force Range. Il deserto si trova anche sul margine settentrionale del Gran Desierto de Altar di Sonora, in Messico.
Si estende verso est-nordest rispetto alla catena delle Gila Mountains e a nord delle Tinajas Altas Mountains, che si prolungano verso sudest nella parte settentrionale del Sonora. La porzione ovest e sudovest delle due catene montuose si trova nel deserto di Yuma. Il deserto di Tule, in Arizona, si trova a est del Lechuguilla e delle Cabeza Prieta Mountains; i tre deserti sono situati al perimetro nordovest del più vasto Gran Desierto de Altar e della regione vulcanica dei Pinacate Peaks.